# Alternariová skvrnitost rajčete

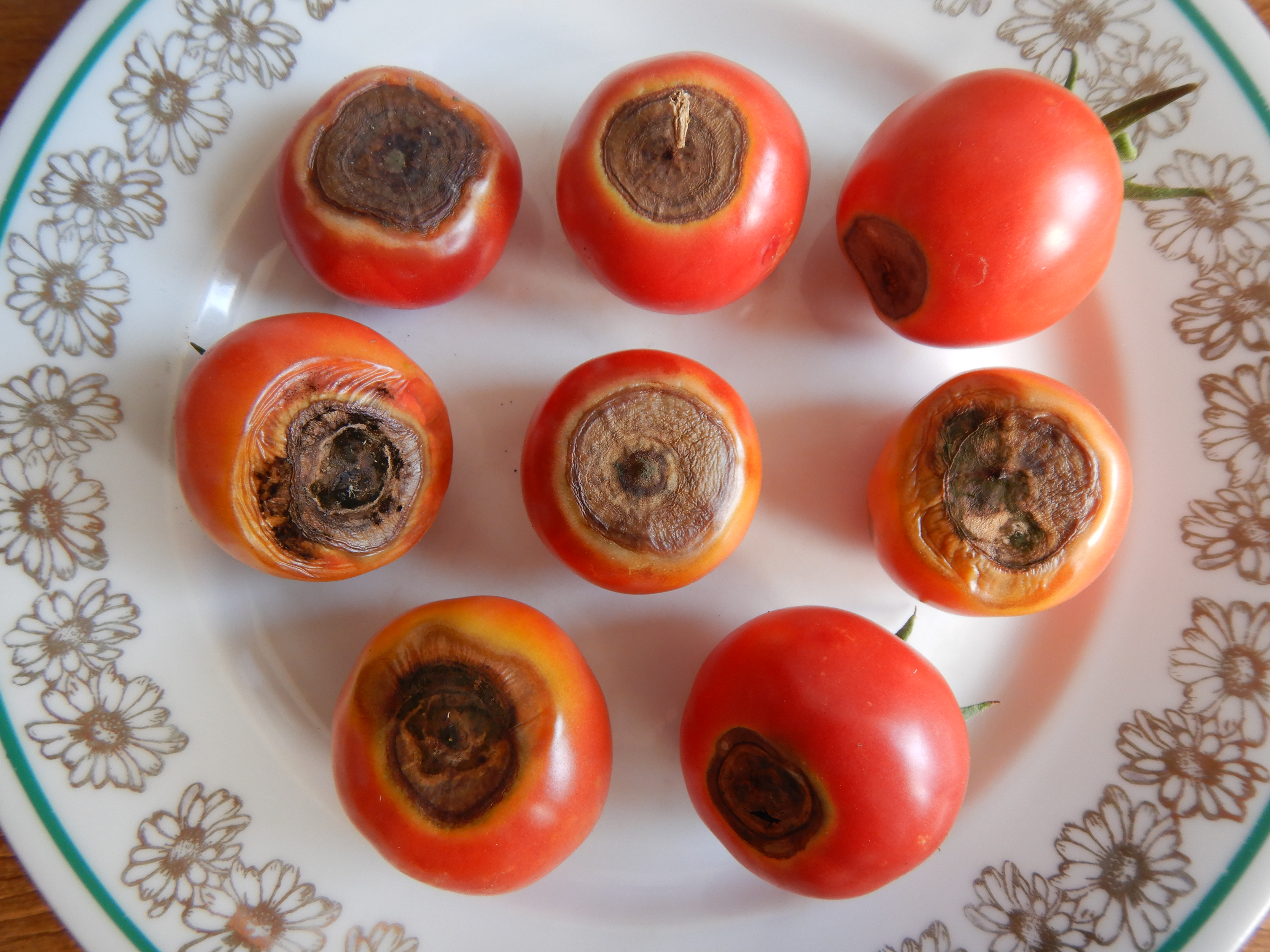
Alternariová skvrnitost rajčete na rajčatech, kde způsobuje velké tmavé vpadlé skvrny.

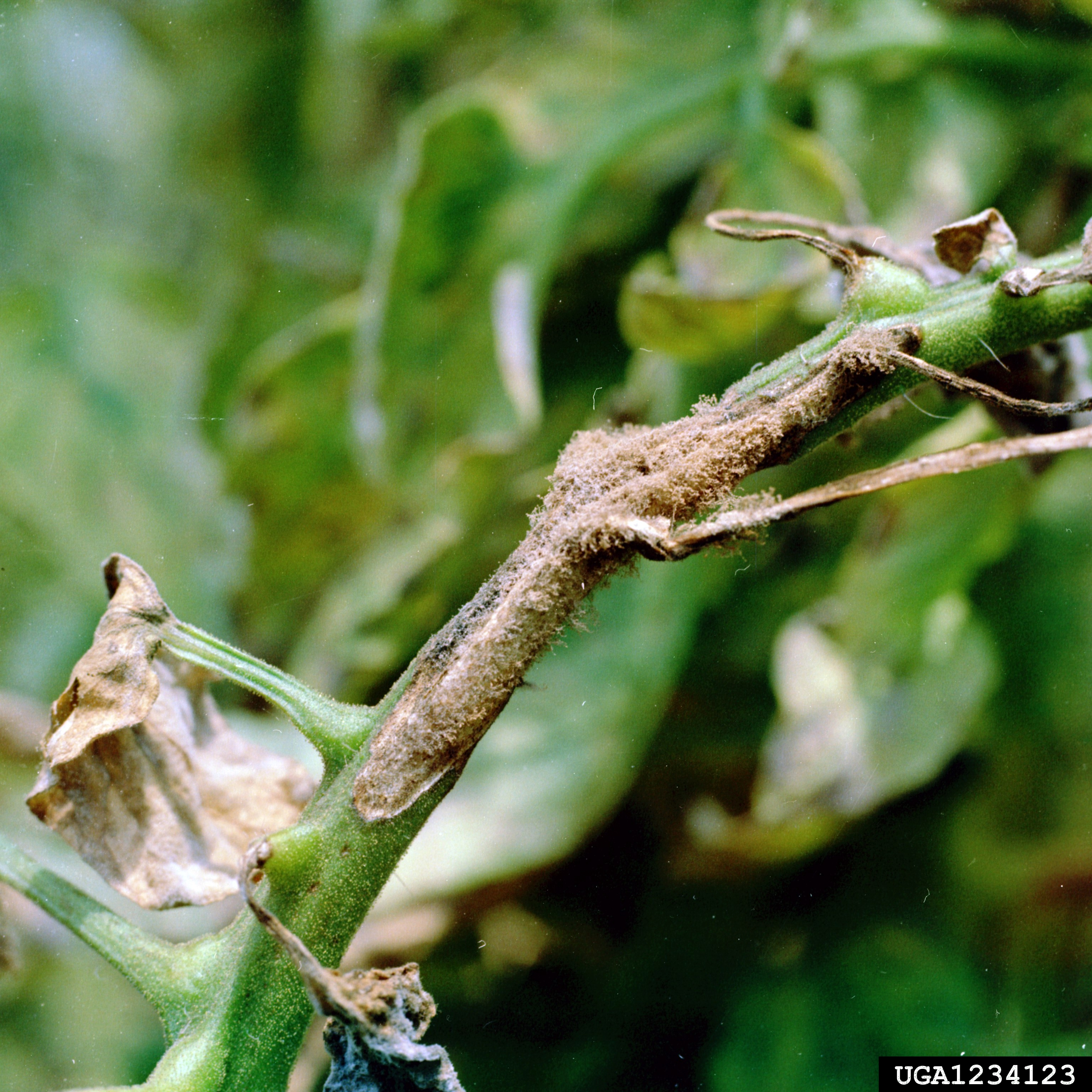
Alternariová skvrnitost rajčete na stonku.

Alternariová skvrnitost rajčete je houbová choroba rostlin způsobená houbou čerň lilková (Alternaria solani) z čeledě zďovkovité (Pleosporaceae) řádu zďovkotvaré (Pleosporales).

## EPPO kód
- Alternaria solani – ALTESO[2]

## Synonyma patogena

### Vědecké názvy
Podle biolib.cz je pro patogena s označením čerň lilková (Alternaria solani) používáno více rozdílných názvů, například Alternaria allii nebo Macrosporium solani.

### České názvy
Podle Biolib je pro patogena s označením čerň lilková (Alternaria solani) používáno více rozdílných názvů, například alternariová skvrnitost bramborových listů, alternariová skvrnitost rajčete, hnědá skvrnitost bramborových listů nebo hnědá skvrnitost listů rajčete.

## Zeměpisné rozšíření
Čerň lilková je rozšířena po celém světě (Agrios 1988; Brooks 1953; Holliday 1989; Kochman 1973).

### Výskyt v Evropě
Běžná choroba.

### Výskyt v Česku
Běžná choroba.

## Hostitel
Alternariová skvrnitost rajčete je choroba která se vyskytuje na více hostitelích čeledě lilkovité (Solanaceae) (Agrios 1988; Brooks 1953; Holliday 1989; Kochman 1973).

## Příznaky
Na plodech v místech spojení stopkou s rostlinou, na stoncích a listech nepravidelné, mírně propadlé tmavé, hnědé skvrny, postupně se zvětšující a spojující. Často způsobují lámání stonku a skvrn na květních stopkách. Nekrotizující skvrny jsou příčinou opadu květů a plodů.

### List
- nekrotizující nepravidelné skvrny na starších listech
- hnědé až černé, nejprve drobné (3 – 6 mm), později velké mírně propadlé, okrouhlé skvrny [5]
- až 1,5 cm velké skvrny mají typické koncentrické kruhy a jsou žluté lemovány. Při silnější infekci skvrny splývají.[5]
- silně napadené listy žloutnou, od okrajů odumírají a opadávají.[5]
- během vegetace mohou listy v místě napadení získat neobvyklé zbarvení

### Květy, květenství
- hnědé až černé, nejprve drobné, mírně propadlé, kulaté protáhlé skvrny, léze na květních stopkách
- opad květů[5]
- hnědnutí, černání a odumření celého květenství

### Plody, plodenství, semena
- opad plodů[4]
- hnědé až černé, nejprve drobné, později větší mírně propadlé skvrny na plodech, které se za vlhka pokrývají černým sametovým povlakem výtrusů houby[4][5]
- hnědé až černé ostře ohraničené propadlé skvrny, nejčastěji okolo stopky[4]
- dužnina pod skvrnami je černá[5]

### Stonek
- protáhlé, mírně propadlé hnědé skvrny častou příčinou lámání stonků[4]
- nízko nad zemí na infikovaných mladých rostlinách ve fázi děložních lístků a prvních listů (do stáří 3 týdnů) se vytvářejí na stonku tmavé skvrny a napadené rostliny hynou[5]

### Možnost záměny
Hnědnutí a černání výsevů způsobují například houby rodu Pythium, listy napadá plíseň bramborová,

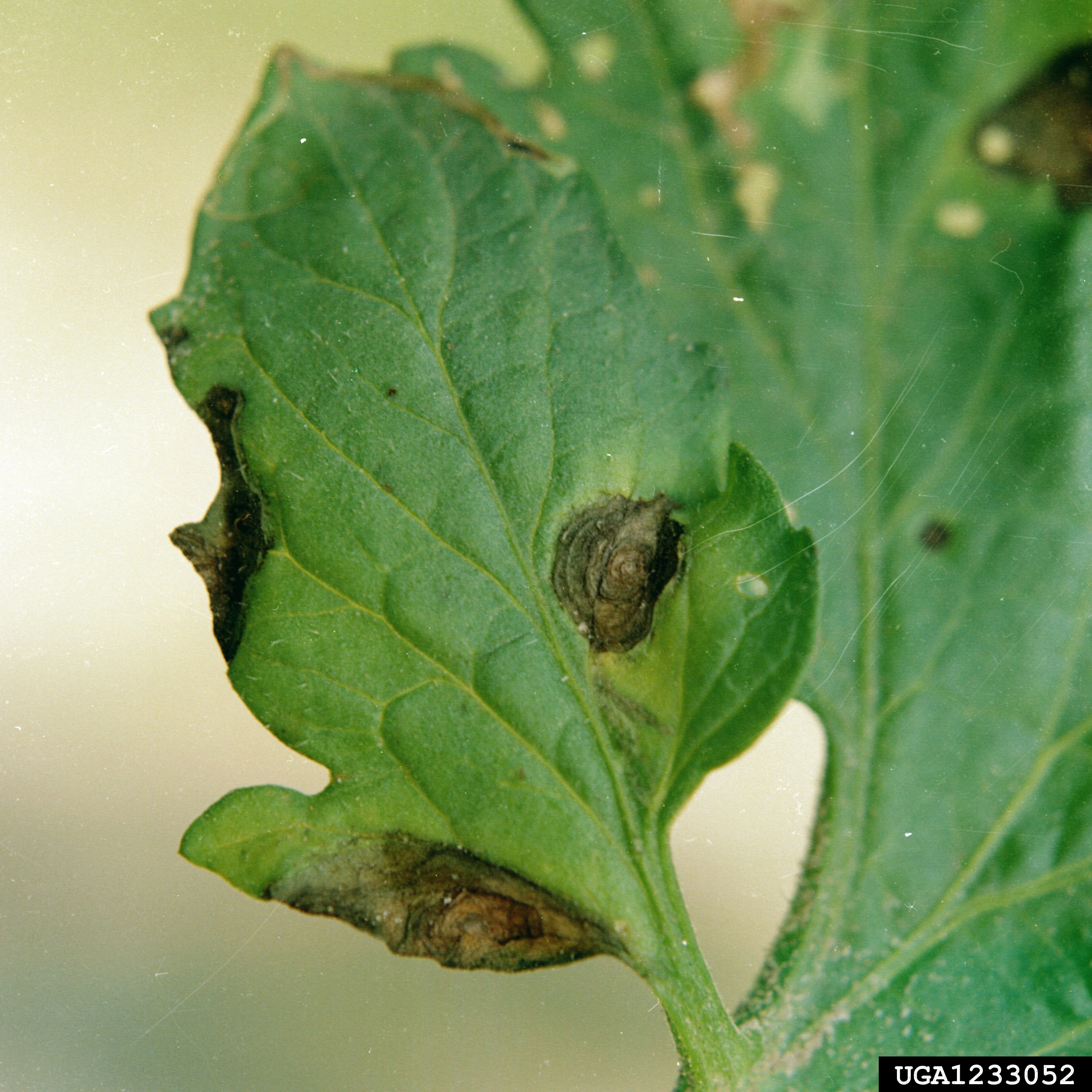
Alternariová skvrnitost rajčete na listech.

## Význam
Hospodářský význam má choroba především na polních kulturách. Druhy z rodu Alternaria mohou produkovat mykotoxiny. Je celosvětově rozšířenou chorobou, která škodí zmenšováním asimilační plochy, lámáním stonků, opadem plodů a jejich znehodnocováním. Ve výsledku jde o poškození rázu estetické vady ale i úplné znehodnocení výpěstků, podle intenzity napadení.

## Biologie
Houba přezimuje ve formě konidií na rostlinných zbytcích, šíří se osivem. Během vegetace se v porostu šíří konidiemi.

## Šíření
Z posklizňových zbytků, z napadených rostlin, osiva, z napadených plevelných rostlin. Během vegetace se rozšiřuje konidiemi. Konidie se rozšiřují větrem a odstřikující vodou. Rozvoj choroby podporuje teplé a vlhké počasí.

## Ochrana rostlin

### Prevence
Dodržování vhodného sponu s ohledem na podmínky stanoviště, pěstování a předpěstování ve větraných prostorách. Používání mořením ošetřeného osiva. Výskyt různě ovlivní i odlišná míra použití hnojiv.

#### Chemická ochrana
Ošetření se provádí již při prvních příznacích fungicidy na bázi dithiokarbamidanů nebo dikarboximidů. V závislosti na průběhu počasí (vyšší vzdušná vlhkost), zvolené agrotechnice a citlivosti pěstovaných odrůd je ošetření třeba opakovat ve 14 až 20 denních intervalech. Seznam doporučených přípravků podle www.agromanual.cz:

#### S ukončeným povolením použití
- Rovral Flo (účinná látka Iprodion, zákaz prodeje 31.07.2009[6])
- DITHANE DG NEO-TEC (účinná látka Mankozeb, zákaz prodeje 04.01.2022[6])
- Bravo 500 (účinná látka Chlorthalonil, zákaz prodeje 31.08.2010[6])
- Ridomil GOLD MZ 68 WP, (účinná látka Mankozeb + Metalaxyl-M, zákaz prodeje 31.12.2009[6])

#### Agrotechnická opatření
Po sklizni zaorat nebo zarýt zbytky rostlin. Zvolit vhodný osevní postup.